# 白獅子仮面
『白獅子仮面』（しろじしかめん）は、1973年4月4日から同年6月27日まで日本テレビ系で全13話が放送された大和企画製作の特撮時代劇テレビ映画。ならびに作中に登場するヒーローの名称。

## 概要
江戸時代を舞台とした変身ヒーロー時代劇。制作には京都映画と宝塚映画が協力しており、1970年代の特撮時代劇としては唯一京都で撮影された。
スポンサーがつかなかったため、制作後はお蔵入りとなっていた。その後、日本テレビが宣弘社に対し本作品の枠の買い取りを条件に『スーパーロボット レッドバロン』の制作を持ちかけ、『レッドバロン』の前番組として放送されることとなった。

## ストーリー
舞台は享保年間の江戸。江戸の町では狼仮面が怪事件を起こしていた。狼仮面に対抗すべく、町奉行大岡越前は影与力・剣兵馬を長とする武装同心隊を結成。狼仮面との戦いで窮地に陥った兵馬の前に獅子面の神が現れる。兵馬は獅子面の神の力で正義の剣士白獅子仮面となり狼仮面を倒す。その後、次々と現れ怪奇事件をおこす火焔大魔王の率いる妖怪たちを白獅子仮面が退治するという一話完結形式の特撮時代劇。

## スタッフ
- 企画・製作：松本常保
- プロデューサー：川口晴年、那須大八、井上健
- 脚本：放映リスト参照
- 監督：放映リスト参照
- 撮影：西前弘、田辺皓一
- 照明：松本久男
- 編集：木村卓雄
- 助監督：斉藤寿也
- 音楽：阿部皓哉
- 美術：川村鬼世志
- 調音：本田文人
- 音響効果：鈴木信一
- タイトルバック絵：古城武司
- 装飾：真城一夫
- 特殊効果：須藤一良、遠藤茂
- 記録：原淳子、牛田二三子、山村晶子
- 製作主任：水上輝雄、寺川省三
- 装置：新映美術工芸
- 床山結髪：八木かつら
- 衣裳：松竹衣裳
- 協力：日本染芸
- 殺陣：二階堂武
- 特技：宍戸大全
- アクション：エクラン剣技会
- スチール：佐野秀男
- 進行：大志万宣士
- 監督助手：服部公男
- 撮影助手：土岡勲、小林善和
- 照明助手：山口孝雄
- 編集助手：鎌苅エリ子
- デスク：佐浪正彦
- 特撮：影山晴紀
- 造型：秋山重平(ゼン工芸)
- 現像：東洋現像所
- 掲載：講談社・テレビマガジン、秋田書店・冒険王
- 制作：大和企画
- 協力：京都映画、宝塚映画

## 主な登場キャラクター
剣 兵馬（つるぎ ひょうま）
江戸南町奉行所で"影与力"という役職に就く若者で、武装同心隊の隊長を務める。常にウエスタンルックにパンタロンという江戸時代の武士と思えぬ服装で妖怪と戦う。ベルトのホルスターに収めている二丁の十手が主な武器。狼仮面の追跡中に瓦礫に閉じ込められた際に現れた獅子面の神によって、「獅子吼（ししく）」のかけ声と共に二丁十手を重ね合わせることで変身する白獅子仮面の力を得る。

白獅子仮面（しろじしかめん）
兵馬が「獅子吼」のかけ声と共に二丁十手を頭上で重ね合わせて変身した、正義の剣士。白馬を駆って現れ、猛吹雪を白髪を振り回して起こすほか、鞭で妖怪を倒す。

大岡越前守（おおおかえちぜんのかみ）
江戸南町奉行。
大岡 縫（おおおか ぬい）
越前守の妹。
小柄（こづか、手裏剣）投げが得意で、妖怪との戦いに首を突っ込みたがるので越前守を困らせている。
田所 源八（たどころ げんぱち）
江戸南町奉行所同心で、武装同心隊の一員。
しかし妖怪を見ただけで目を回したり腰を抜かしたりと武装同心隊のメンバーとは思えぬほど臆病の、所謂ムードメーカー。
一平（いっぺい）
源八とコンビを組んでいる目明し。彼も妖怪に対しては源八と同様のリアクションが多い。
火焔大魔王（かえんだいまおう）
妖怪を率いて江戸を支配しようとする謎の怪人。顔は仁王像を彷彿とさせる面のよう。
最終話で本拠地である冥途の世界に進撃してきた白獅子仮面との決戦に及び、相討ちとなる。

## 主題歌
主題歌シングルレコードには、ワーナー・パイオニア盤（L-1127P）と日本コロムビア盤（SCS-195）があり、前者にはカラーシールが付いていた。なお、児童合唱団の名義が前者は「音羽ゆりかご会」、後者は「コロムビアゆりかご会」となっていたが、同一の合唱団である。
オープニングテーマ「白獅子仮面の歌」
作詞：大和すすむ / 作曲・編曲：広瀬健次郎 / 歌：水木一郎、音羽ゆりかご会（コロムビアゆりかご会）
エンディングテーマ「十手のマーチ」
作詞：大和すすむ / 作曲・編曲：広瀬健次郎 / 歌：音羽ゆりかご会（コロムビアゆりかご会）

## キャスト
- 剣兵馬／白獅子仮面：三ツ木清隆
- 大岡越前守：清川新吾
- 大岡縫：瞳順子
- 同心・田所源八：古川ロック
- 目明し・一平：千代田進一
- 白獅子仮面：美鷹健児
- ：出水憲司
- 火焔大魔王の声：山本弘（1 - 6話）、千葉敏郎（7 - 13話）
- ナレーター：加藤也朱雄（1 - 4話）、重久剛（5 - 13話）

## 放送リスト
| 話数 | 放映日        | サブタイトル             | 登場妖怪                                                              | 脚本              | 監督     | 他の出演者                                                                                            |
| ---- | ------------- | ------------------------ | --------------------------------------------------------------------- | ----------------- | -------- | --- |
| 1    | 1973年 4月4日 | 青い目と赤い目の狼       | - 狼仮面                                                              | 浅間虹兒          | 浅間虹兒 | - 坂下光一郎（神の声）                                                                                |
| 2    | 4月11日       | 雨もないのにカラカサ小僧 | - カラカサ小僧                                                        | 浅間虹兒          | 浅間虹兒 | - 山内八郎（夜回り（ノンクレジット））                                                                |
| 3    | 4月18日       | 一ツ目の刺客がやって来た | - 一ツ目小僧                                                          | 浅間虹兒          | 浅間虹兒 | - 三木昭八郎、宮川竜児（同心）                                                                        |
| 4    | 4月25日       | 小判の好きな化け猫騒動   | - 姫ねこ                                                              | 浅間虹兒          | 浅間虹兒 | - 山口朱実（加世） - 矢野以知子（綾姫） - 広瀬恵子（腰元A） - 尾形徳香（腰元B） - 吉田益子（腰元C）   |
| 5    | 5月2日        | 顔なし男が顔を盗る       | - 顔なし男                                                            | 石川孝人          | 小野登   | - 坂本高章（三太）                                                                                    |
| 6    | 5月9日        | 妖怪牝狐参上             | - 牝狐                                                                | 石川孝人          | 小野登   | - 水上涌子（お幸） - 三宅裕子（お光） - 松田賢一（仲太郎） - 波多野博（仙造）                         |
| 7    | 5月16日       | 必殺コウモリ男           | - コウモリ男                                                          | 石川孝人          | 小野登   | - 坂本高章（三太） - 大滝英洧子（千代）                                                               |
| 8    | 5月23日       | のっぺらぼうが火をふいた | - のっぺらぼう                                                        | 浅間虹兒          | 小野登   | |
| 9    | 5月30日       | ワラのお化けが笑う時     | - ワラのお化け                                                        | 石川孝人          | 小野登   | - 川原保 - 木村かおり - 宮崎ユミ                                                                      |
| 10   | 6月6日        | 河童の皿の光るとき       | - 河童                                                                | 浅間虹児 小谷正治 | 小野登   | |
| 11   | 6月13日       | 三ツ目の一ツが飛んでくる | - 三ツ目入道                                                          | 小谷正治 小池俊司 | 小野登   | - 滝譲二（悪源太）                                                                                    |
| 12   | 6月20日       | 怪人ヨロイ武者           | - ヨロイ武者                                                          | 石川孝人          | 小野登   | - 乃木年雄（質屋） - 西田良（瓦版売り） - 波多野博（質屋の番頭） - 千葉敏郎（柳生（ノンクレジット）） |
| 13   | 6月27日       | 輝け！ 白獅子の星        | - 狼仮面 - カラカサ小僧 - 一ツ目小僧 - コウモリ男 - 河童 - 火焔大魔王 | 石川孝人          | 八束基   | |

## 放送局

### 地上波
- 日本テレビ（キー局） : 水曜 19:00 - 19:30[7]
- 札幌テレビ : 水曜 19:00 - 19:30
- 青森放送 : 日曜 6:30 - 7:00[8]
- テレビ岩手 : 水曜 19:00 - 19:30[9]
- 秋田放送 : 木曜 19:00 - 19:30[10]
- 山形放送 : 月曜 - 金曜 17:00 - 17:30[11]
- 宮城テレビ : 水曜 19:00 - 19:30[9]
- 福島中央テレビ（1974年に放送） : 月曜 18:00 - 18:30[12]
- 信越放送：水曜 17:20 - 17:50[13]
- 静岡放送 : 木曜 17:30 - 18:00[14]
- 富山テレビ放送 : 月曜 - 金曜 18:00 - 18:30（フジテレビ系。同地の日本テレビ系列局・北日本放送の編成から外れ、本放送終了後に再放送扱いで放送）
- 中京テレビ : 水曜 19:00 - 19:30[15]
- よみうりテレビ : 水曜 19:00 - 19:30[16]
- 日本海テレビ：水曜 19:00 - 19:30[17]
- 西日本放送：水曜 19:00 - 19:30[18]
- 広島テレビ
- 福岡放送：水曜 19:00 - 19:30[19]
- 長崎放送：水曜 17:00 - 17:30[19]
- テレビ大分：水曜 19:00 - 19:30[20]
- 琉球放送：金曜 18:00 - 18:30（1973年6月20日 - 10月12日）[21]

### BS・CS
- 時代劇専門チャンネル

2018年7月より、全13話をHDリマスター版で放送。

## 映像ソフト化
- 2003年7月に全話収録のDVDが角川大映映画より発売された[22]。
- 2017年3月に全話収録のBlu-rayがベストフィールドより発売された。

## 漫画版
- テレビでの放映期間に合わせて古城武司による全3話のコミカライズ版が「テレビマガジン」に連載された[23]。
- かずたかしによるコミカライズが冒険王に連載された[23]。